# Berthold Goldman
Berthold Goldman est un juriste et universitaire français, né à Bucarest le 12 septembre 1913 et mort à Neuilly-sur-Seine le 28 avril 1993.